# アジャム

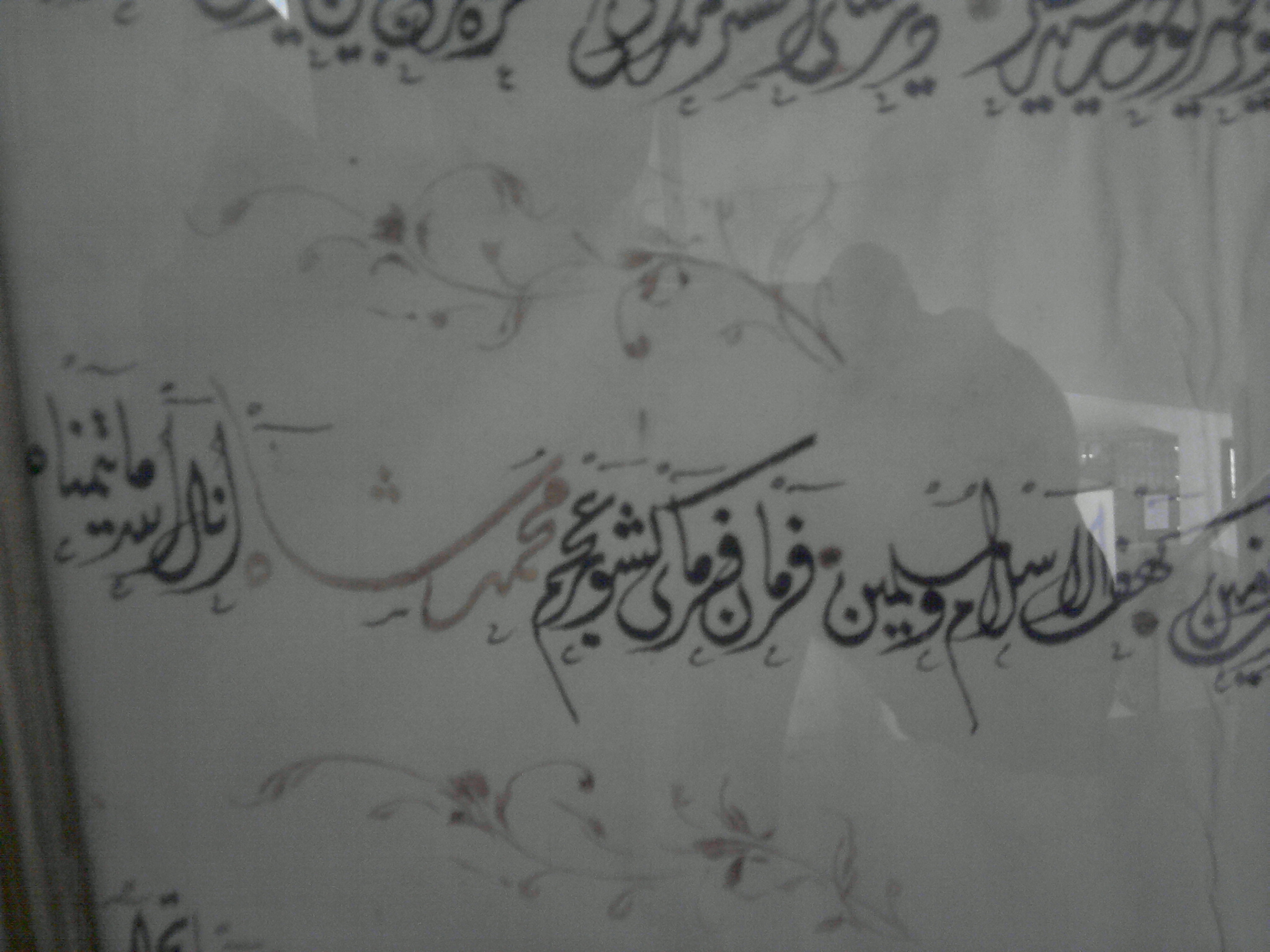
オスマン帝国のスルターン・セリム3世からカージャール朝のモハンマド・シャーに宛てた書簡中の「アジャム」の用例。「ケシュヴァレ・アジャム（非アラブの国）」という語彙が見える。

アジャム（アラビア語: عجم, ラテン文字転写: ʿajam）は、前近代のアラビア語の文献において「非アラブ」を意味する言葉。非アラブの中でも特にペルシア人を指す場合がある。非アラブの人に対する蔑称として使われることがある。

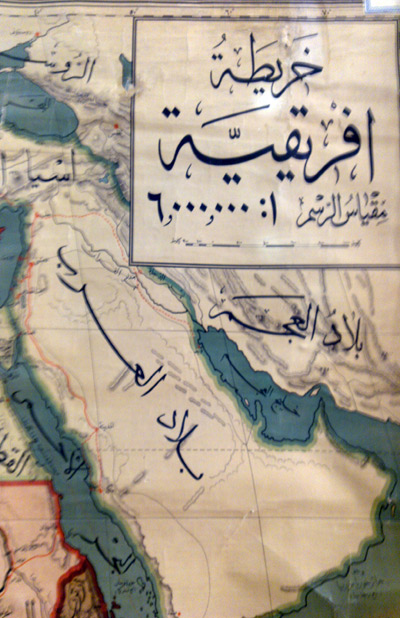
「ペルシア湾」ではなく「アジャム湾」と記されている

イラン-ペルシアの地域図

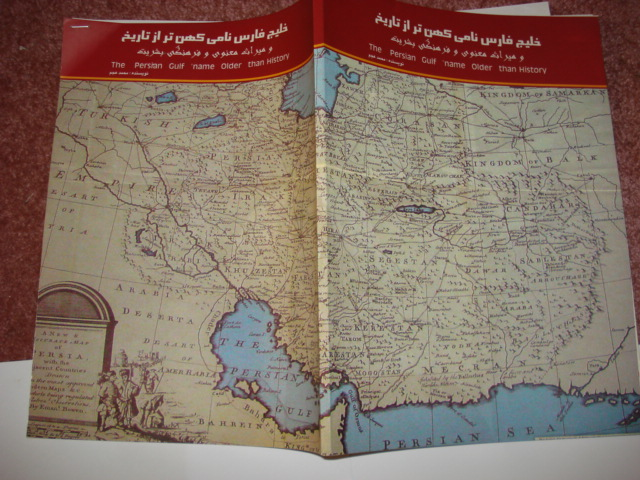
ペルシャの地図

原義は「理解することのできない言葉」を意味する（ギリシア語における「バルバロイ」とほぼ同義）。7世紀にクルアーン（コーラン）の記述に「アラブ人の言葉」「アラビア語」を意味するアラビー（‘arabī）に対して「異人の言葉」「外国語」を意味するアジャミー（‘ajamī）が用いられ、これ以降、アラビア語はアラブ人の話すクルアーンの言葉であり、それに対して異民族が話すアラビア語以外の言語という語義が定着した。
イスラム帝国がサーサーン朝を滅ぼすと、この地域の中世ペルシア語を話す人々を支配下に収めた。アラブ人にとって旧サーサーン朝治下の人民が支配地域で最大多数派の異族となり、アジャムとアジャミーはその人々の言葉、あるいは地域名として話者の住むイラン方面を指すようになった。イラン・イラクの周辺ではアラブの人々とアジャムの人々が接しあって暮らすうちに「アラブ」と「アジャム」の二項対立的な地域観が生まれ、セルジューク朝の時代にイラン・イラク一帯のうちメソポタミア方面を「イラーキ・アラブ」（アラブのイラク）、イラン高原西部を「イラーキ・アジャム」（アジャムのイラク）とする地域概念が一般化している。
こうしたイスラム時代にアラビア語でアジャムと呼ばれた人々は、この時代のイランの歴史を叙述する際に一般に「ペルシア人」と呼ばれた人々である。アジャムの人々すなわちペルシア人はマワーリー制度などを通じて徐々にイスラムに改宗し、文字や語彙にアラビア語を取り込んで近世ペルシア語を発達させていった。
イスラム教を取り入れ、アラビア語の言葉遣いを身につけたペルシア人たちの呼び名はアジャムに替わり、自らをイラン人（イーラーニー）、タジク人（タージーク）、ペルシア人（ファールスィー）などと称するように変わっていく。すなわち現在の中央アジアのタジク人や、イランのペルシア人がその末裔であるとみなされる人々である。
上記とは対照的に、アラビア語のアジャムの原義は「理解することのできない言葉を話す人」であり、「言葉を知らない」あるいは「馬鹿」などの見下す意味あいが与えられて時には侮蔑的にも使われるため、ペルシア人たちには好まれず、現在はほとんど使われることはなくなった。
アンダルスやマグリブ、イフリーキヤなどでは、アジャムという名称をアラブ化していないヨーロッパ人やベルベル人などに使われた。西アフリカの言語の中には、アラビア文字を用いて自言語を表記する体系を「アジャミー」と呼ぶ言語がある（たとえば、ウォロフ語、フルベ語、ハウサ語）。

## 典拠
1. 1 2  Bosworth, C. E. (1984) “ʿAJAM,” Encyclopædia Iranica, I/7, pp. 700-701; an updated version is available online at http://www.iranicaonline.org/articles/ajam (accessed on 28 October 2024).
2. 1 2  『イスラーム研究ハンドブック』板垣雄三監修、栄光教育文化研究所〈講座イスラーム世界別巻〉、1995年、398頁。
3. ↑  『イスラム事典』（初版1982年刊）「アラブ」の項、執筆担当：嶋田襄平
4. ↑  “NEH Ajami Project”.   NEH Ajami Research Project, African Studies Center, Boston University. 2024年10月28日閲覧。

## 関連資料
発行年順
- 矢島祐利（著）、日本科学史学会（編）「セルジューク･トルコの科学 アラビア科学研究ノート（6）」『科学史研究』第20巻第139号、日本科学史学会、第一書房発売、1981年10月、168-172（23コマ）、doi:10.11501/2380388。「（前略）サンジャルの治世（1118年–57年）はもっとも長くつづき（中略）彼の名前は金曜日の礼拝のときイラク，イラク・アジャミー，アゼルバイジャン（後略）」NDLJP:2380388。
- 『アラブとアジャム（非アラブ）：シンポジウム』川床睦夫 責任編集、中近東文化センター〈中近東文化センター研究会報告 no.4〉、1983年。doi:10.11501/12185098。国立国会図書館書誌ID:000001690659。NDLJP:12185098。
- 安達かおり 著『イスラム支配下イベリア半島におけるキリスト教徒の制度的・社会的位置 : 8-10世紀のコルドバを中心として』doi:10.11501/3122714、国立国会図書館書誌ID:000000307902、NDLJP:3122714。国際基督教大学博士号（博士（学術）、甲第49号、1997年（平成9年）3月25日）2024年10月15日閲覧。

| サブスタブ | この項目は、まだ閲覧者の調べものの参照としては役立たない、書きかけの項目です。この項目を加筆・訂正などしてくださる協力者を求めています。このテンプレートは分野別のサブスタブテンプレートやスタブテンプレート（Wikipedia:分野別のスタブテンプレート参照）に変更することが望まれています。 |